# هودوکا هارادا
هودوکا هارادا (انگلیسی: Nodoka Harada؛ زادهٔ ۹ اوت ۱۹۹۱ بازیکن سافت‌بال اهل ژاپن است.
وی در مسابقات کشوری و بین‌المللی در مجموع برندهٔ ۱ مدال طلا شده‌است.